# 뢰브너 상
뢰브너 상 (Loebner Prize)은 매년 개최되는 채터봇 대회이다. 심사위원들은 채터봇이 얼마나 인간과 비슷하게 대화를 할 수 있는지 평가하고, 점수별로 수상자를 선정한다. 이 방식은 표준적인 튜링 테스트와 매우 흡사하다. 인간 심사관은 두 컴퓨터 스크린을 보며 판단을 한다. 한 스크린은 평가 대상 프로그램이 작동 중인 컴퓨터와 연결이 되어있고, 다른 한 화면은 실제 사람이 쓰는 컴퓨터와 연결이 되어있다. 평가과정은 다음과 같은 순서로 진행된다.
- 1 단계: 사람(평가자)이 컴퓨터와 사람에게 질문을 한다. 평가자는 질문을 받는 대상이 컴퓨터인지 사람인지 알 수가 없다.
- 2 단계: 컴퓨터와 사람이 대답을 한다.
- 3 단계: 컴퓨터와 사람이 내놓는 응답을 보고 평가자가 어떤 대답이 컴퓨터의 응답이고 어떤 것이 사람의 응답인지 구분한다.
- 4 단계: 만약 평가자가 이 둘을 구별할 수 없다면 컴퓨터는 생각을 할 줄 아는 것이다.

휴 뢰브너 박사가 미국 매사추세츠에 있는 Cambridge Center for Behavioral Studies와 함께 1990년에 제정했다.

## 상금
- $2,000이 가장 사람과 비슷하다고 판단된 채터봇에게 매년 지급된다. 2005년에는 $3,000로 인상되었으며, 2006년에는 $2,250이었다. 2008년에는 $3000이 주어졌다.
- $25,000이 글만으로 이루어지는 튜링 테스트를 통과하는 첫 번째 채터봇에게 주어질 것이다.
- $100,000이 시각적, 청각적 정보, 암호해독, 글을 이해하는 것들을 포함한 튜링 테스트를 통과하는 첫 번째 채터봇에게 주어질 것이다.

## 2008년 뢰브너 상
2008년 대회는 영국의 Universitiy of Reading에서 12월 12일 일요일에 개최되었다.
2008년 수상은 elbot이 차지했다. elbot은 12명의 심판관중 3명을 속이는데 성공했고, 91년 이 상이 제정된 이래 최고의 기록이다. www.elbot.com에서 직접 대화해볼 수 있다.

## 역대 우승자
| 년   | 우승자           | 프로그램                                                    |
| ---- | ---------------- | ----------------------------------------------------------- |
| 1991 | Joseph Weintraub | PC Therapist                                                |
| 1992 | Joseph Weintraub | PC Therapist                                                |
| 1993 | Joseph Weintraub | PC Therapist                                                |
| 1994 | 토머스 훼일런    | TIPS                                                        |
| 1995 | Joseph Weintraub | PC Therapist                                                |
| 1996 | Jason Hutchens   | HeX                                                         |
| 1997 | David Levy       | Converse                                                    |
| 1998 | Robby Garner     | Albert One                                                  |
| 1999 | Robby Garner     | Albert One                                                  |
| 2000 | Richard Wallace  | Artificial Linguistic Internet Computer Entity (A.L.I.C.E.) |
| 2001 | Richard Wallace  | A.L.I.C.E.                                                  |
| 2002 | 케빈 코플        | Ella                                                        |
| 2003 | Juergen Pirner   | Jabberwock                                                  |
| 2004 | Richard Wallace  | A.L.I.C.E.                                                  |
| 2005 | Rollo Carpenter  | George                                                      |
| 2006 | Rollo Carpenter  | Joan                                                        |
| 2007 | Robert Medeksza  | Ultra Hal                                                   |
| 2008 | Fred Roberts     | Elbot                                                       |
| 2009 | David Levy       | Do-Much-More                                                |
| 2010 | 브루스 윌콕스    | Suzette                                                     |
| 2011 | 브루스 윌콕스    | Rosette                                                     |
| 2012 | Mohan Embar      | Chip Vivant                                                 |
| 2013 | 스티브 워즈윅    | Mitsuku                                                     |
| 2014 | 브루스 윌콕스    | Rose                                                        |
| 2015 | Mohan Embar      | Mitsuku                                                     |
| 2016 | Mohan Embar      | Mitsuku                                                     |
| 2017 | Mohan Embar      | Mitsuku                                                     |

## 같이 보기
- 인공지능
- 로봇
- 인공 일반 지능